# ひめゆり平和祈念資料館
ひめゆり平和祈念資料館（ひめゆりへいわきねんしりょうかん）は、沖縄県糸満市にある博物館。

## 概要
資料館内には、第三外科壕を底から見上げた形で原寸大のジオラマが作られている。また、同じく館内には南風原陸軍病院壕の一部を再現した原寸大模型があり、そこで以前は語り部の証言を直接聴くことができたが、語り部の高齢化により2004年4月のリニューアル以後は証言映像の上映に切り替えられた。第四展示室は学徒隊の戦没した生徒や教員の写真が壁中に貼られており、また、生前の人柄や死亡時の状況が文章で解説されている。BGMとして「別れの曲」が流れている。

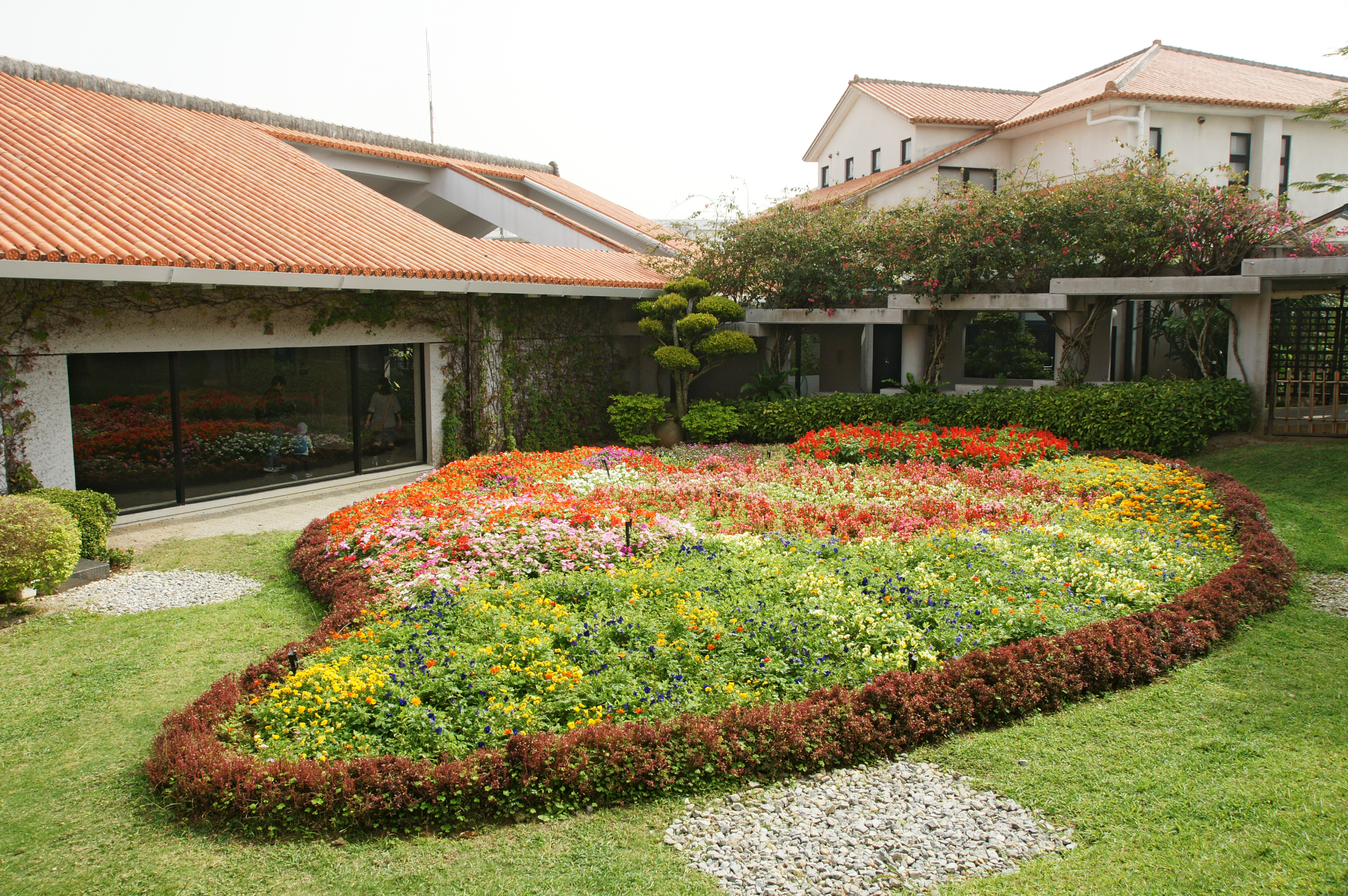
中庭

## 沿革
1982年6月6日、沖縄県女師・一高女ひめゆり同窓会総会で平和資料館の建設を決定。資料館建設期成会設置、募金活動、資料委員会設置、用地購入などを経て、1989年6月23日開館。初代館長は元ひめゆり学徒隊引率教員仲宗根政善。1990年6月23日より、開館1周年記念「ひめゆりの青春」展開催、以降2004年3月まで常設展示。2004年4月13日、展示リニューアル（1回目）オープン。2014年3月19日、登録博物館として認定。2021年4月11日、展示リニューアル（2回目）オープン。

## 受賞
- 沖縄タイムス賞文化賞 1990年[1]
- 第40回菊池寛賞 1992年[1]
- 琉球新報特別賞 2005年[1]
- 沖縄タイムス出版文化賞児童部門賞（『絵本 ひめゆり』） 2012年[1]
- 地方自治法施行70周年記念総務大臣表彰 2017年[1]
- 沖縄タイムス出版文化賞特別表彰 2020年[1]
- 第11回沖縄平和賞 2022年[1][3]。